# HAL HPT-32 Deepak
L'HAL HPT-32 Deepak è un aereo da addestramento basico e da collegamento, monomotore e monoplano ad ala bassa, sviluppato dall'azienda aeronautica indiana Hindustan Aeronautics Limited (HAL) nei primi anni settanta.
Il modello, caratterizzato da un'ampia cabina di pilotaggio a 2 posti affiancati, dietro ai quali c'è spazio per altri 2 posti, e capacità acrobatiche, viene principalmente utilizzato nelle scuole di volo della Bhartiya Vāyu Senā, l'aeronautica militare indiana.

## Storia del progetto
L'HPT-32 Deepak venne progettato dalla Hindustan Aeronautics nei primi anni settanta come successore multiruolo dell'HAL HT-2 tra le file della Bhartiya Vāyu Senā, ma con posti affiancati - anziché in tandem come sul suo predecessore - sotto un grande tettuccio scorrevole all'indietro.
Il nuovo trainer indiano era caratterizzato dalla tipica configurazione ad ala bassa e carrello d'atterraggio triciclo anteriore fisso. L'aeroplano era capace di accogliere 4 persone di equipaggio ed era realizzato completamente in lega leggera; inoltre grazie a 4 attacchi subalari era predisposto per trasportare fino a 255 kg di carico di armamento leggero (piccole bombe, mitragliatrici, razzi, ecc.).
Il prototipo effettuò il suo primo volo nel gennaio 1977, però lo sviluppo del Deepak - per diversi motivi - andò per le lunghe e le prime consegne avvennero all'aviazione militare indiana solamente nel 1985. Dei 134 esemplari previsti ne sono stati consegnati alla forza aerea indiana solo 105 esemplari dal 1985 al 1995.
Il Deepak, poiché può ospitare 4 persone di equipaggio, viene impiegato, oltre che come addestramento basico, pure come aereo da collegamento e per il traino di alianti o di bersagli.
La Hindustan Aeronautics sviluppò anche una nuova versione migliorata del Deepak, chiamata HTT-34, con un motore a turboelica Allison 250-B17-D, la quale spiccò il primo volo nel giugno del 1984. Successivamente l'azienda ne sviluppò anche una versione con carrello retrattile, ma il programma per la produzione in serie fu abbandonato subito dopo.

## Utilizzatori
India
- Bhartiya Vāyu Senā

A giugno 2016 ne risultano in servizio 114.